# Cowboy Carter
Cowboy Carter är det åttonde studioalbumet av den amerikanska sångerskan Beyoncé, släppt den 29 mars 2024 genom skivbolagen Parkwood Entertainment och Columbia Records. Cowboy Carter är ett konceptalbum och det andra albumet från en planerad trilogi av album, efter Renaissance 2022. Beyoncé tänkte på albumet som en resa genom en återuppfinning av Americana-genren och lyfte fram de förbisedda bidragen från svarta pionjärer till amerikansk musik- och kulturhistoria. Cowboy Carter blandar olika genrer som Beyoncé lyssnade på när hon växte upp i Texas. Konceptuellt presenteras albumet som en radiosändning, med countrysångarna Dolly Parton, Linda Martell och Willie Nelson som discjockeys.
Cowboy Carter fick allmän kritik och dök upp på flera kritikers årsslutslistor. Albumet ökade antalet lyssnare på countrymusik globalt. Cowboy Carter fick elva nomineringar vid den 67:e årliga Grammy Awards och vann bästa countryduo/gruppframträdande (för "II Most Wanted" med Miley Cyrus), bästa countryalbum och årets album. Beyoncé är den första svarta artisten att vinna den förstnämnda, och den första svarta kvinnan sedan Lauryn Hill 1999 att vinna årets album 2024.
Cowboy Carter debuterade som nummer ett i flera länder, inklusive Sverige, och slog flera list- och streamingrekord på Spotify. I Sverige ökade antalet människor som lyssnade på countrymusik med 60 % efter albumsläppet, vilket är den största ökningen för någon genre i svensk historia. Albumet stöddes tre singlar, "Texas Hold 'Em", "16 Carriages" och "II Most Wanted". En världsturné för att marknadsföra albumet Cowboy Carter Tour tillkännagavs den 1 februari 2025 och kommer att börja den 28 april 2025.

## Bakgrund
Beyoncé är född och uppvuxen i Houston, där stadens cowboyarv och country- och zydecomusik hade en stor roll i hennes uppväxt. Hon lyssnade på countrymusik från en tidig ålder, särskilt från sin farfar och hennes familj deltog i Houston Livestock Show och Rodeo varje år.
Beyoncé släppte först en original countrylåt 2016: låten "Daddy Lessons" på hennes sjätte studioalbum Lemonade. Beyoncé, tillsammans med The Chicks (som tidigare hade covert låten), framförde låten vid 50:e Country Music Association Awards den 2 november 2016. Föreställningen hyllades till stor del av kritikerna och gav Country Music Association Awards sin högsta tittarsiffra i historien; men det möttes också av motreaktioner, med några countrymusikfans som kritiserade Beyoncés närvaro och hävdade att hon inte hörde hemma i genren. I december 2016 avvisade Grammy Awards countrymusikkommitté "Daddy Lessons" för övervägande för en Grammy Award, med publikationer som rapporterade att låten inte ansågs vara lämplig. Denna erfarenhet ledde till skapandet av Cowboy Carter. Beyoncé förklarade hur det gjordes klart för henne att hon inte var välkommen till countrymusikområdet, vilket uppmuntrade henne att utforska genrens musikaliska historia snarare än att låta kritikerna tvinga henne ur den. Hon forskade om countrymusikens historia och Western kultur och forskade om dess afroamerikanska rötter. Cowboy Carter var över fem år på väg. Beyoncé började skriva albumet 2019, sedan inspelat under covid-19-pandemin, som hon beskrev som hennes mest kreativa period. Albumet utgör Act II av ett trilogiprojekt som Beyoncé spelade in under denna period. Första akten, Renaissance (2022), är i första hand ett house- och discoalbum.

## Låtlista
| 1.           | Ameriican Requiem                                                                | 5:25  |
| 2.           | Blackbiird (med Brittney Spencer, Reyna Roberts, Tanner Adell och Tiera Kennedy) | 2:11  |
| 3.           | 16 Carriages                                                                     | 3:47  |
| 4.           | Protector (med Rumi Carter)                                                      | 3:04  |
| 5.           | My Rose                                                                          | 0:53  |
| 6.           | Smoke Hour ★ Willie Nelson (med Willie Nelson)                                   | 0:50  |
| 7.           | Texas Hold 'Em                                                                   | 3:53  |
| 8.           | Bodyguard                                                                        | 4:00  |
| 9.           | Dolly P (med Dolly Parton)                                                       | 0:22  |
| 10.          | Jolene                                                                           | 3:09  |
| 11.          | Daughter                                                                         | 3:23  |
| 12.          | Spaghettii (med Linda Martell och Shaboozey)                                     | 2:38  |
| 13.          | Alliigator Tears                                                                 | 2:59  |
| 14.          | Smoke Hour II (med Willie Nelson)                                                | 0:29  |
| 15.          | Just For Fun (med Willie Jones)                                                  | 3:24  |
| 16.          | II Most Wanted (med Miley Cyrus)                                                 | 3:28  |
| 17.          | Levii's Jeans (med Post Malone)                                                  | 4:17  |
| 18.          | Flamenco                                                                         | 1:40  |
| 19.          | The Linda Martell Show (med Linda Martell)                                       | 0:28  |
| 20.          | Ya Ya                                                                            | 4:34  |
| 21.          | Oh Louisiana                                                                     | 0:52  |
| 22.          | Desert Eagle                                                                     | 1:12  |
| 23.          | Riiverdance                                                                      | 4:11  |
| 24.          | II Hands II Heaven                                                               | 5:41  |
| 25.          | Tyrant (med Dolly Parton)                                                        | 4:10  |
| 26.          | Sweet ★ Honey ★ Buckiin' (med Shaboozey)                                         | 4:56  |
| 27.          | Amen                                                                             | 2:25  |
| Total längd: | Total längd:                                                                     | 78:21 |